# John Joseph Adams
John Joseph „J.J” Adams (Perth Amboy, New Jersey, 1976. július 31. –)  amerikai sci-fi és fantasy antológiaszerkesztő, újságíró, kritikus és kiadó. Válogatásait már több rangos díjra is jelölték.

## Antológiák
- Federations (Prime Books, 2009)
- The Living Dead (Night Shade Books, 2008)
- The Living Dead 2 (Night Shade Books, 2010)
- Seeds of Change (Prime Books, 2008)
- Wastelands: Stories of the Apocalypse (Night Shade Books, 2008)
- By Blood We Live (Night Shade Books, 2009)
- The Improbable Adventures of Sherlock Holmes (Night Shade Books, 2009)
  - Sherlock Holmes lehetetlen kalandjai; válogatta, szerkesztette: John Joseph Adams; Ad Astra, Budapest, 2015
- The Way of the Wizard (Prime Books, 2010)
- Epic: Legends of Fantasy (Tachyon Publications, 2012)
- Brave New Worlds (Night Shade Books, 2012)
- The Mad Scientist's Guide to World Domination (Tor Books, 2013)
- The Apocalypse Triptych (2014 – 2015, Hugh Howey-val közösen)

## Díjak és elismerések
- World Fantasy díj jelölés (The Living Dead),[2] valamint a Publisher Weekly az év egyik legjobb könyvének nevezte.
- Hugo-díj jelölés (szerkesztőként)[3]
- A Barnes & Noble az „Antológiák koronázatlan királyának” nevezte.[4]